# Cabo Isabela
Cabo Isabela is het meest noordelijke punt van de Dominicaanse Republiek in de provincie Puerto Plata. Het wordt gebruikt om de noord-zuid-afstand van het land te meten. In het zuiden ligt het punt bij Cabo Beata. Cabo Isabela is in de 15e eeuw vernoemd naar de koningin van Spanje. 
De dichtstbijzijnde plaatsen zijn Luperón in het zuidoosten en La Isabela ten zuiden.
La Isabela is de plaats waar Christoffel Columbus in 1493 de eerste permanente nederzetting bouwde. 
Bestuurlijk is het een deel van het gehucht (paraje) La Culebra in de gemeente Luperón.